# Station Leffrinckoucke
Station Leffrinckoucke was een spoorwegstation langs de spoorlijn Dunkerque-Locale - Bray-Dunes in de Franse gemeente Leffrinkhoeke.
Omstreeks 1992 reden de laatste toeristentreinen tussen De Panne en Duinkerke. Heden ten dage passeert een goederentrein sporadisch het station, tussen Duinkerke en Leffrinkhoeke.